# Myriam Fougère
Myriam Fougère née à Québec est une sculptrice, vidéaste et documentariste. Elle vit et travaille à Montréal. 

## Biographie
Née à Québec, Myriam Fougère fait de la photo et de la sculpture avant de s’intéresser à la vidéo. Dans les années 80, elle parcourt les États-Unis avec ses sculptures. Elle s'arrête dans une communauté lesbienne aujourd'hui disparue, Pagoda, en Floride, pour montrer son travail. Elle se retrouve ensuite à New York où elle commence sa carrière de réalisatrice.  Au cours des années 1980, elle fait partie d'un collectif de femmes et de lesbiennes qui ouvre la Maison des Elles, un espace pour femmes au Québec. De 1988 à 1991, Myriam Fougère et Lin Daniels organisent le East Coast Lesbian’s Festival dans l’État de New York.
En 2007, elle réalise un premier documentaire sur le cancer du sein Déroutes et parcours .  
En 2012, elle revient sur son parcours personnel et réalise Lesbiana – Une révolution parallèle un documentaire le mouvement lesbien au Québec et aux États-Unis dans les années 1970 et 1990. Le film contient des interviews, des témoignages et des documents d'archives. 
En 2017, elle finalise Feminista, un road movie féministe. Ce film suit une caravane féministe qui, pendant sept mois, va à la rencontre d’autres féministes à travers 20 pays d’Europe. 

## Réalisations
- Déroutes et parcours, 25 min, 2007
- Lesbiana – Une révolution parallèle, 63 min, 2012
- Feminista, 60 min, 2017